# Ulla Cold
Ulla Cold (født 5. september 1949) er en dansk sangerinde, grafiker, kunstner. Hun er bedst kendt som frontfigur i popgruppen Rocazino.
Cold voksede op nær Ejby ved Køge. Hun er tvilling og yngste søster ud af en søskendeflok på syv. Hun blev uddannet på Skolen for Brugskunst i København med afgangseksamen i 1974 og har lige siden haft et kontinuerligt virke som grafiker, illustrator og akvarelmaler. I 1970 mødte hun sin senere mand, komponisten Jesper Winge Leisner. Sammen dannede de orkestret Rocazino, der udgav 6 albummer på 8 år. Orkestret indstillede turnevirksomheden i 1989, men gendannedes i sin originale besætning i 2006 med Ulla Cold i front og turnerer nu igen.
Ulla Cold har optrådt i mange sammenhænge uden sit orkester, bl.a. med Superheroes på Roskildefestivalen i 1999 – og sammen med Joakim Pedersens orkester.
Ulla Cold har tre børn med Jesper Winge Leisner. Parret blev skilt i 2004. Hendes ældste søn er sangeren og komponisten Jonas Winge Leisner. Cold har udført en del større udsmykningsopgaver for det offentlige og har bl.a. portrætteret Køges borgmester, Marie Stærke. Ulla Cold er halvkusine til den danske operasanger Ulrik Cold.
|  | Artiklen om Ulla Cold kan blive bedre, hvis der indsættes et (bedre) billede Du kan hjælpe ved at afsøge Wikimedia Commons for et passende billede eller uploade et godt billede til Wikimedia Commons iht. de tilladte licenser og indsætte det i artiklen. |